# القطيبي (القبيطة)

تعديل مصدري - تعديل

القطيبي هي إحدى قرى عزلة كرش بمديرية القبيطة التابعة لمحافظة لحج، بلغ تعداد سكانها 24 نسمة حسب تعداد اليمن لعام 2004.